# Elya Baskin
Ilya Zalmanovich Baskin conosciuto come Elya Baskin (in lettone Iļja Baskins, in russo Илья́ (Э́лиа) За́лманович Ба́скин) (Riga, 11 agosto 1950) è un attore lettone naturalizzato statunitense.

## Biografia
Nato a Riga, nell'allora Lettonia sovietica, in una famiglia ebraica, ha lavorato soprattutto negli Stati Uniti come attore di pellicole e serie televisive sin dal 1971, interpretando per lo più personaggi esteuropei. È conosciuto presso il grande pubblico soprattutto per le sue interpretazioni di Fra' Severino ne Il nome della rosa (1986) di Jean-Jacques Annaud e del signor Ditkovich, il burbero e scostante padrone di casa russo di Peter Parker, in Spider-Man 2 (2004) e Spider-Man 3 (2007), entrambi di Sam Raimi.

## Filmografia parziale

### Cinema
- Il più grande amatore del mondo (The World's Greatest Lover), regia di Gene Wilder (1977)
- Il ritorno di Butch Cassidy & Kid (Butch and Sundance: The Early Days), regia di Richard Lester (1979)
- Oltre il giardino (Being There), regia di Hal Ashby (1979)
- Blitz nell'oceano (Raise the Titanic), regia di Jerry Jameson (1980)
- American Pop, regia di Ralph Bakshi (1981)
- 2010 - L'anno del contatto (2010), regia di Peter Hyams (1984)
- Mosca a New York (Moscow on the Hudson), regia di Paul Mazursky (1984)
- Il nome della rosa (The Name of the Rose), regia di Jean-Jacques Annaud (1986)
- Vice Versa - Due vite scambiate (Vice Versa), regia di Brian Gilbert (1988)
- Creatura degli abissi (DeepStar Six), regia di Sean S. Cunningham (1989)
- Nemici, una storia d'amore (Enemies: A Love Story), regia di Paul Mazursky (1989)
- Love Affair - Un grande amore (Love Affair), regia di Glenn Gordon Caron (1994)
- Spia e lascia spiare (Spy Hard), regia di Rick Friedberg (1996)
- L'ultimo guerriero (Forest Warrior),  regia di Aaron Norris (1996)
- Austin Powers - Il controspione (Austin Powers: International Man of Mystery), regia di Jay Roach (1997)
- Air Force One, regia di Wolfgang Petersen (1997)
- Cielo d'ottobre (October Sky), regia di Joe Johnston (1999)
- Thirteen Days, regia di Roger Donaldson (2000)
- Heartbreakers - Vizio di famiglia (Heartbreakers), regia di David Mirkin (2001)
- Spider-Man 2, regia di Sam Raimi (2004)
- Confessions of a Pit Fighter, regia di Art Camacho (2005)
- Spider-Man 3, regia di Sam Raimi (2007)
- Say It in Russian, regia di Jeff Celentano (2007)
- Angeli e demoni (Angels & Demons), regia di Ron Howard (2009)
- Transformers 3 (Transformers: Dark of the Moon), regia di Michael Bay (2011)
- Jimmy P. (Jimmy P. (Psychotherapy of a Plains Indian)), regia di Arnaud Desplechin (2013)
- Reagan - Un presidente sotto i riflettori (Reagan), regia di Sean McNamara  (2024)

### Televisione
- Becker – serie TV, episodi 1x11-2x16 (1999-2000)
- Alias – serie TV, episodio 4x14 (2005)
- Heroes – serie TV, episodio 2x16 (2007)
- Cold Case - Delitti irrisolti (Cold Case) – serie TV, episodio 7x17 (2010)
- Rizzoli & Isles – serie TV, 2 episodi (2012-2013)
- Castle – serie TV, episodio 7x04 (2014)
- Homeland - Caccia alla spia (Homeland) – serie TV, 5 episodi (2018-2020)
- Chicago Med – serie TV, episodio 6x16 (2021)

## Doppiatori italiani
Nelle versioni in italiano delle opere in cui ha recitato, Elya Baskin è stato doppiato da:
- Giorgio Lopez in Cielo d'ottobre, Castle
- Roberto Chevalier in Mosca a New York
- Sergio Di Stefano ne Il nome della rosa
- Massimo Rinaldi in 2010 - L'anno del contatto
- Nino Prester in Thirteen Days
- Norman Mozzato in Heartbreakers - Vizio di famiglia
- Stefano Carraro in La signora in giallo - Vagone letto con omicidio
- Angelo Nicotra in Criminal Minds
- Enrico Di Troia in The Closer
- Giovanni Petrucci in Alias
- Franco Zucca in Cold Case - Delitti irrisolti
- Luigi Scribani in Across the Line
- Stefano De Sando in Jimmy P.
- Ennio Coltorti in Transformers 3
- Dario Penne in Homeland - Caccia alla spia
- Marco Pagani in Reagan - Un presidente sotto i riflettori